# Casanare
Le Casanare est l'un des 32 départements de la Colombie, dont la capitale est Yopal.

## Histoire

### Période coloniale
Durant la période de domination espagnole, le Casanare fait partie de la province des llanos du Casanare, administrée par un gouverneur général dépendant directement du vice-roi.

### XIXeetXXesiècles
À partir de l'indépendance colombienne, en 1821, le Casanare est déclaré « province autonome », puis « province indépendante » dix ans plus tard.
Sous la république de Nouvelle-Grenade, le Casanare fait partie de la province de Casanare, qui englobe l'actuel territoire de l'Arauca.
En 1857, il intègre l'État fédéral de Boyacá puis devient en 1863 le territoire national de Casanare, administré par l'État souverain de Boyacá mais dépendant juridiquement du gouvernement central.
En 1892 est créée l'intendance nationale du Casanare, qui fusionne en 1905 avec l'intendance de San Martín (Meta).
L'adoption de la constitution de 1991 donne au Casanare son statut actuel de département.

La province de Casanare en 1855.
L'État souverain de Boyacá en 1863.
Le département de Casanare à partir de 1991.

## Géographie

### Géographie physique

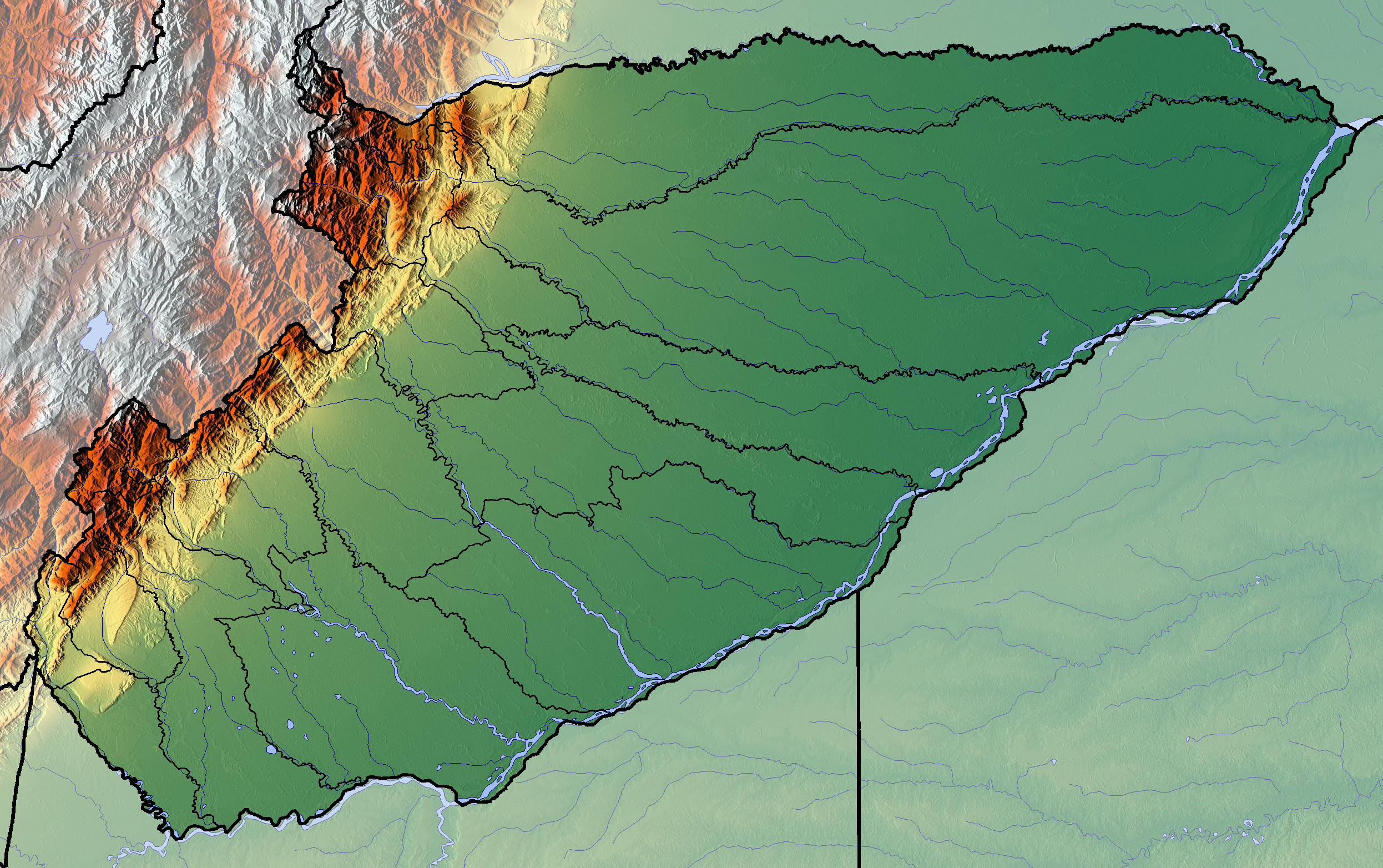
Carte topographique du Casanare.

Le département de Casanare est situé dans l'est de la Colombie. Il est bordé au nord par le département d'Arauca, au sud par ceux de Vichada et Meta et à l'ouest par celui de Boyacá.
Les cours d'eau importants sont le río Meta, qui sert de frontière au sud, ainsi que ses affluents de la rive gauche (ríos Guachiría, Pauto, Cravo Sur et Cusiana) et le río Casanare, qui marque la frontière nord, et son affluent le río Ariporo.
Le paysage est typique des llanos du bassin de l'Orénoque qui caractérisent les plaines orientales colombiennes.

### Découpage administratif

Municipalités de Casanare.

Le département de Casanare est découpé en 19 municipalités. Yopal en est la capitale.
| Municipalité ou corregimiento | Superficie (km2) | Population (2005) | Densité (hab./km2) |
| ----------------------------- | ---------------- | ----------------- | ------------------ |
| Aguazul                       | 1 330            | 27 443            | 20,6               |
| Chameza                       | 383              | 1 697             | 4,4                |
| Hato Corozal                  | 5 436            | 1 697             | 0,3                |
| La Salina                     | 89               | 1 236             | 13,9               |
| Maní                          | 3 860            | 10 493            | 2,7                |
| Monterrey                     | 820              | 11 421            | 13,9               |
| Nunchía                       | 1 171            | 7 909             | 6,8                |
| Orocué                        | 4 177            | 7 324             | 1,8                |
| Paz de Ariporo                | 12 815           | 25 324            | 2                  |
| Pore                          | 1 147            | 7 490             | 6,5                |
| Recetor                       | 173              | 1 544             | 8,9                |
| Sabanalarga                   | 421              | 3 232             | 7,7                |
| Sácama                        | 537              | 1 638             | 3,1                |
| San Luis de Palenque          | 3 052            | 6 982             | 2,3                |
| Támara                        | 1 182            | 6 480             | 5,5                |
| Tauramena                     | 3 290            | 15 896            | 4,8                |
| Trinidad                      | 2 947            | 11 083            | 3,8                |
| Villanueva                    | 825              | 20 730            | 25,1               |
| Yopal                         | 2 771            | 103 754           | 37,4               |

## Démographie
| 1985    | 1990    | 1995    | 2000    | 2005    |
| ------- | ------- | ------- | ------- | ------- |
| 170 238 | 196 100 | 230 873 | 263 996 | 295 353 |

## Économie
Depuis les années 1990, l'économie du Casanare est en modernisation rapide. Elle est principalement axée sur la production agricole et l'exploitation pétrolière et minière.
La production agricole se compose de 48,4 % de riz, 21,8 % de palme, 13 % de manioc et 12 % de caoutchouc. La pisciculture et la production de porcs est également en développement rapide.
Le Casanare est le premier département de Colombie en ce qui concerne la production de pétrole. Celle-ci se concentre dans l'ouest du département, au pied de la cordillère Orientale, où la géologie permet l'existence d'importantes réserves. Le gaz, provenant des champs pétrolifères de Cusiana et Cupiagua représentent 0,4 % de la production nationale. La production de charbon se fait de manière artisanale, principalement dans les municipalités de Recetor et Chameza. Le sel est également exploité de manière artisanale dans les municipalités de La Salina, Recetor et Chameza. Les 1000 tonnes produites par an suffisent à satisfaire la demande locale. Enfin, le département produit du plâtre que l'on trouve sur les rives du río Cravo Sur dans les municipalités de San Luis de Palenque et Yopal.